# 图尔马莱山口

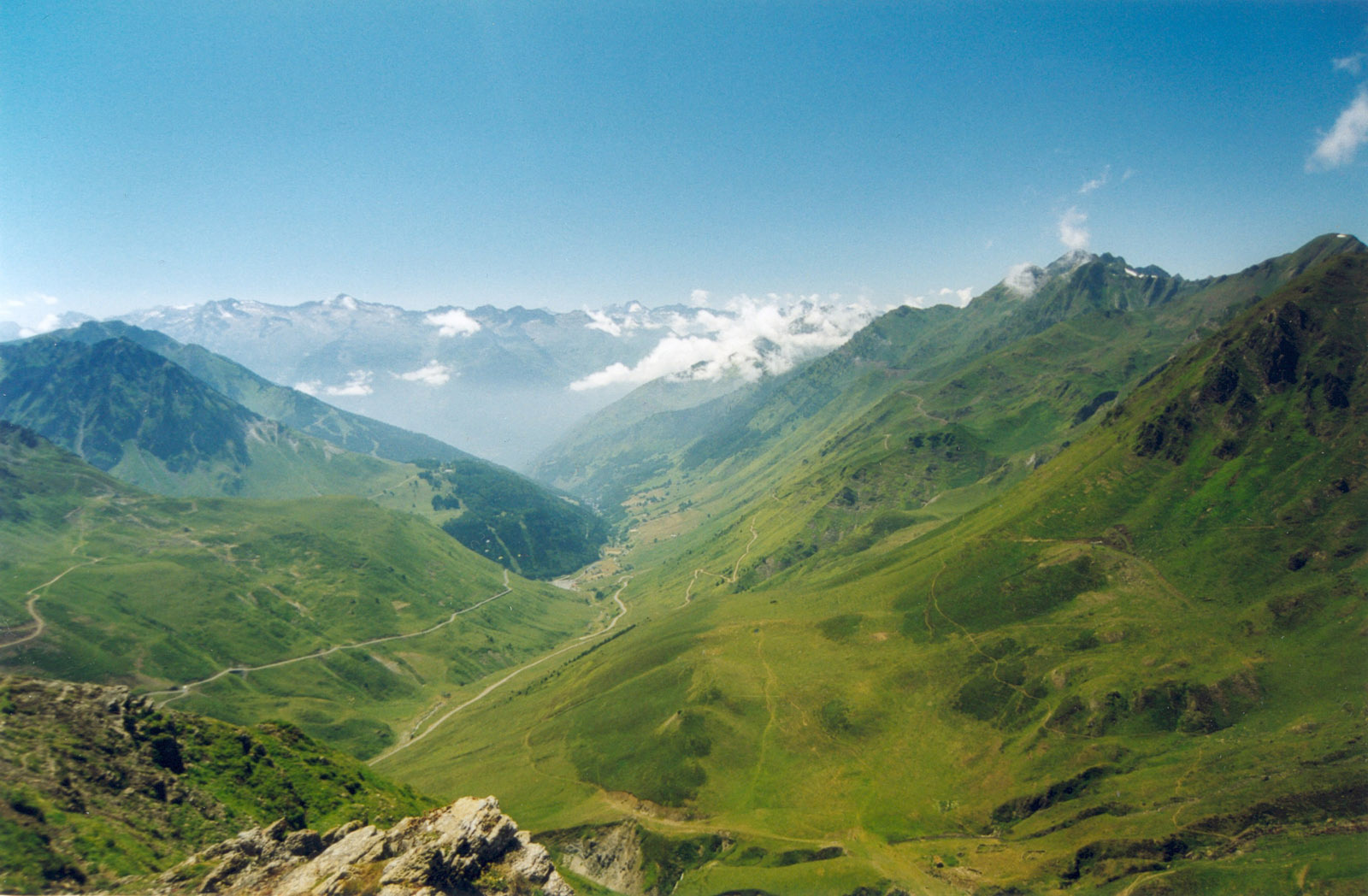
从山口向西侧看去

图尔马莱山口（法語：Col du Tourmalet）是法国比利牛斯山脉最高的几个铺设公路路面的山口之一。该山口位于上比利牛斯省，是环法自行车赛标志性的爬坡路段之一。
图尔马莱山口于1910年被环法自行车赛启用，之后成为了环法常用爬坡路段，截至2018年已被使用了82次，其中2010年为纪念加入环法百年，还设计了两个连续赛段分别从两侧爬坡上图尔马莱山口。从康庞一侧爬坡上山的话，路线长17.2公里，爬升高度达1268米，平均坡度7.4%，最大坡度12%。其山顶的海拔为2115米，夏季时会在山顶上放置一尊名为图尔马莱巨人的雕塑，描绘的是法国自行车手奥克塔夫·拉皮兹，他是图尔马莱山口首次被纳入环法自行车赛时的该赛段冠军。雕塑在一年里的其他时候存放在山下，以免遭风雪侵蚀。此外，山顶还有一座环法主管雅克·戈德特的纪念碑。
此外，从图尔马莱山口有砾石路可前往比戈尔南峰天文台。